# Marion Reichelt
Marion Reichelt (geb. Weser; * 23. Dezember 1962) ist eine ehemalige deutsche Siebenkämpferin.
Sie nahm zwischen 1981 und 1988 an neun DVfL-Länderkämpfen teil und wurde bei den Leichtathletik-Weltmeisterschaften 1987 in Rom Sechste. 1981 und 1987 wurde sie DDR-Vizemeisterin.
1981 stellte sie mit 6090 Punkten einen Juniorenweltrekord auf. Ihre persönliche Bestleistung von 6442 Punkten stellte sie beim Mehrkampf-Europacup am 5. Juli 1987 in Arles auf.
Marion Reichelt startete für den SC Einheit Dresden. In den nach der Wende öffentlich gewordenen Unterlagen zum Staatsdoping in der DDR fand sich bei den gedopten Sportlerinnen auch der Name von Reichelt.